# Coupe de la Ligue islandaise de football 2011
La coupe de la ligue islandaise de football 2011 (Lengjubikarinn 2011) est la 16e édition de cette compétition d'avant-saison islandaise. 
Cette édition connaît un changement dans le déroulement de la phase finale avec la suppression des quarts de finale. La phase de poule conserve son format de 3 groupes de 8 équipes mais cette saison ce sont les premiers de chaque poule et le meilleur second qui sont qualifiés pour le tableau final qui réside en deux demi-finale et une finale.
La compétition débute le 17 février 2011 et la finale a lieu le 25 avril 2011 entre le Fylkir Reykjavík et le Valur Reykjavík dans le Kórinn, la salle indoor de Kopavogur. 
Le Valur Reykjavík remporte pour la seconde fois la coupe de la Ligue islandaise, sur le score de 3-1 après les prolongations. La précédente victoire du club dans cette compétition remontait à l'édition 2008.

## Déroulement de la compétition

### Poule 1 (Lengjubikarinn - A deild karla riðill 1)

#### Classement
| Pos | Club                 | Match | G | N | P | Pour | Contre | Dif. | Points |          |
| --- | -------------------- | ----- | - | - | - | ---- | ------ | ---- | ------ | -------- |
| 1   | KR Reykjavík         | 7     | 7 | 0 | 0 | 19   | 5      | +14  | 21     | Qualifié |
| 2   | ÍA Akranes           | 7     | 4 | 1 | 2 | 15   | 7      | +8   | 13     |          |
| 3   | ÍBK Keflavík         | 7     | 3 | 1 | 3 | 15   | 13     | +2   | 10     |          |
| 4   | Breiðablik Kopavogur | 7     | 3 | 1 | 3 | 13   | 12     | +1   | 10     |          |
| 5   | Grótta Seltjarnarnes | 7     | 2 | 2 | 3 | 7    | 12     | -5   | 8      |          |
| 6   | UMF Selfoss          | 7     | 2 | 2 | 3 | 9    | 16     | -7   | 8      |          |
| 7   | Þór Akureyri         | 7     | 2 | 0 | 5 | 14   | 13     | +1   | 6      |          |
| 8   | KA Akureyri          | 7     | 1 | 1 | 5 | 7    | 21     | -14  | 4      |          |

#### Matchs
- 19/02/11 : ÍA 1-0 Þór
- 19/02/11 : Grótta 3-1 KA
- 19/02/11 : KR 2-1 Selfoss
- 22/02/11 : Breiðablik 0-2 Keflavík
- 26/02/11 : Keflavík 1-1 Grótta
- 26/02/11 : KA 0-5 ÍA
- 27/02/11 : Þór 8-0 Selfoss
- 27/02/11 : KR 4-0 Breiðablik
- 06/03/11 : Breiðablik 4-1 Þór
- 10/03/11 : ÍA 1-2 Selfoss
- 12/03/11 : KR 2-1 Grótta
- 13/03/11 : KA 0-3 Breiðablik
- 13/03/11 : Þór 4-3 Keflavík
- 17/03/11 : Grótta 0-3 ÍA
- 19/03/11 : Selfoss 1-1 KA
- 19/03/11 : Keflavík 2-3 KR
- 26/03/11 : Grótta 1-1 Selfoss
- 26/03/11 : Keflavík 4-2 KA
- 26/03/11 : KR 1-0 Þór
- 29/03/11 : Breiðablik 2-2 ÍA
- 31/03/11 : Þór 1-3 KA
- 01/04/11 : Breiðablik 4-0 Grótta
- 02/04/11 : KR 3-1 ÍA
- 07/04/11 : ÍA 2-0 Keflavík
- 08/04/11 : KA 0-4 KR
- 12/04/11 : Selfoss 3-0 Breiðablik
- 16/04/11 : Keflavík 3-1 Selfoss
- 16/04/11 : Þór 0-1 Grótta

### Poule 2 (Lengjubikarinn - A deild karla riðill 2)

#### Classement
| Pos | Club               | Match | G | N | P | Pour | Contre | Dif. | Points |          |
| --- | ------------------ | ----- | - | - | - | ---- | ------ | ---- | ------ | -------- |
| 1   | Valur Reykjavík    | 7     | 6 | 0 | 1 | 18   | 3      | +15  | 18     | Qualifié |
| 2   | Fram Reykjavík     | 7     | 5 | 0 | 2 | 12   | 7      | +5   | 15     |          |
| 3   | ÍB Vestmannaeyja   | 7     | 3 | 2 | 2 | 12   | 9      | +3   | 11     |          |
| 4   | Fjölnir Reykjavík  | 7     | 3 | 1 | 3 | 14   | 9      | +5   | 10     |          |
| 5   | Leiknir Reykjavík  | 7     | 3 | 1 | 3 | 12   | 12     | 0    | 10     |          |
| 6   | Vikingur Ólafsvík  | 7     | 3 | 1 | 3 | 8    | 12     | -4   | 10     |          |
| 7   | Víkingur Reykjavík | 7     | 2 | 1 | 4 | 11   | 15     | -4   | 7      |          |
| 8   | HK Kópavogur       | 7     | 0 | 0 | 7 | 3    | 23     | -20  | 0      |          |

#### Matchs
- 17/02/11 : Fram 3-0 HK
- 17/02/11 : Fjölnir 3-1 Víkingur R.
- 18/02/11 : Leiknir R. 3-1 ÍBV
- 20/02/11 : Víkingur Ó.
- 24/02/11 : Víkingur R. 3-3 Leiknir R.
- 25/02/11 : Fram 1-0 Fjölnir
- 25/02/11 : Valur 1-0 ÍBV
- 27./02/11 : HK 0-1 Víkingur Ó.
- 10/03/11 : Fjölnir 7-0 HK
- 11/03/11 : Víkingur Ó. 2-2 ÍBV
- 12/03/11 : ÍBV 0-0 Fjölnir
- 12/03/11 : Valur 4-1 Víkingur R.
- 13/03/11 : Leiknir R. 2-1 Fram
- 18/03/11 : Fram 1-0 Valur
- 18/03/11 : Fjölnir 3-2 Leiknir R.
- 19/03/11 : HK 1-4 ÍBV
- 19/03/11 : Víkingur R. 3-0 Víkingur Ó.
- 24/03/11 : ÍBV 2-1 Víkingur R.
- 24/03/11 : Valur 3-1 Fjölnir
- 24/03/11 : Leiknir R. 2-1 HK
- 27/03/11 : Valur 4-0 HK
- 31/03/11 : Víkingur R. 0-2 Fram
- 31/03/11 : Leiknir R. 0-2 Valur
- 04/03/11 : HK 1-2 Víkingur R.
- 04/03/11 : Víkingur Ó. 1-0 Leiknir R.
- 08/03/11 : Fjölnir 0-2 Víkingur Ó.
- 09/03/11 : Fram 1-3 ÍBV
- 16/03/11 : Fram 3-2 Víkingur Ó.

### Poule 3 (Lengjubikarinn - A deild karla riðill 3)

#### Classement
| Pos | Club                 | Match | G | N | P | Pour | Contre | Dif. | Points |          |
| --- | -------------------- | ----- | - | - | - | ---- | ------ | ---- | ------ | -------- |
| 1   | FH Hafnarfjörður     | 7     | 7 | 0 | 0 | 16   | 3      | +13  | 21     | Qualifié |
| 2   | Fylkir Reykjavík     | 7     | 5 | 1 | 1 | 11   | 8      | +3   | 16     | Qualifié |
| 3   | IR Reykjavik         | 7     | 4 | 1 | 2 | 16   | 13     | +3   | 13     |          |
| 4   | UG Grindavík         | 7     | 4 | 0 | 3 | 12   | 9      | +3   | 12     |          |
| 5   | Stjarnan Garðabær    | 7     | 3 | 0 | 4 | 12   | 11     | +1   | 9      |          |
| 6   | BÍ/Bolungarvík       | 7     | 3 | 0 | 4 | 13   | 15     | -2   | 9      |          |
| 7   | Haukar Hafnarfjörður | 7     | 1 | 0 | 6 | 4    | 12     | -8   | 3      |          |
| 8   | Thróttur Reykjavík   | 7     | 0 | 0 | 7 | 5    | 18     | -13  | 0      |          |

#### Matchs
- 18/02/11 : Þróttur R. 1-3 FH
- 19/02/11 : Haukar 0-3 BÍ/Bolungarvík
- 19/02/11 : Fylkir 2-1 Stjarnan
- 20/02/11 : ÍR 2-4 Grindavík
- 24/02/11 : ÍR 3-0 Þróttur R.
- 26/02/11 : Grindavík 1-3 Stjarnan
- 26/02/11 : BÍ/Bolungarvík 0-1 Fylkir
- 27/02/11 : FH 1-0 Haukar
- 05/03/11 : Stjarnan 3-4 ÍR
- 06/03/11 : Grindavík 1-2 FH
- 10/03/11 : ÍR 2-0 Haukar
- 11/03/11 : Fylkir 0-2 FH
- 11/03/11 : Þróttur R. 0-2 Grindavík
- 12/03/11 : Stjarnan 1-3 BÍ/Bolungarvík
- 17/03/11 : ÍR 1-1 Fylkir
- 17/03/11 : Þróttur R. 0-3 Haukar
- 19/03/11 : FH 1-0 Stjarnan
- 19/03/11 : Grindavík 2-0 BÍ/Bolungarvík
- 23/03/11 : FH 2-0 ÍR
- 27/03/11 : BÍ/Bolungarvík 1-5 FH
- 27/03/11 : Fylkir 3-2 Þróttur R.
- 30/03/11 : Haukar 0-1 Grindavík
- 01/04/11 : Fylkir 2-1 Grindavík
- 02/04/11 : Þróttur R. 2-3 BÍ/Bolungarvík
- 06/04/11 : Haukar 1-2 Fylkir
- 07/04/11 : ÍR 4-3 BÍ/Bolungarvík
- 07/04/11 : Þróttur R. 0-1 Stjarnan
- 15/04/11 : Stjarnan 3-0 Haukar

### Tableau final (Lengjubikarinn - A deild karla Úrslit)

#### Demi-finale
| Date          | Équipe 1         | Résultat | Équipe 2        |
| ------------- | ---------------- | -------- | --------------- |
| 20 avril 2011 | Fylkir Reykjavík | 1 - 0    | KR Reykjavík    |
| 21 avril 2011 | FH Hafnarfjörður | 2 - 1    | Valur Reykjavík |

#### Finale
La finale a eu lieu le 25 avril 2011 au Kórinn de Kópavogur. Elle a opposé le Valur Reykjavík au Fylkir Reykjavík. 
Le Valur Reykjavík l'a emporté sur le score de 3 buts à 1 après prolongation.

##### Feuille de match
| Équipes          | Fylkir Reykjavík - Valur Reykjavík |
| Score            | 1-3 |
| Date             | 25 avril 2011 |
| Stade            | Kórinn (Kópavogur) |
| Arbitre          | Magnús Þórisson |
| Buts             | 26e Ingimundur Níels Óskarsson 1-0, 70e Guðjón Pétur Lýðsson 1-1, 100e Christian R. Mouritsen 1-2, 119e Hörður Sveinsson |
| Fylkir Reykjavík | Kristján Valdimarsson, Þórir Hannesson, Ingimundur Níels Óskarsson, Andrés Már Jóhannesson, Gylfi Einarsson (Ásgeir Börkur Ásgeirsson 78e), Kjartan Ágúst Breiðdal, Bjarni Þórður Halldórsson, Albert Brynjar Ingason (Jóhann Þórhallsson 71e), Baldur Bett (Daníel Freyr Guðmundsson 109e), Tómas Þorsteinsson (Davíð Þór Ásbjörnsson 99e), Andri Þór Jónsson Entraîneur : Ólafur Þórðarson                                                                              |
| Valur Reykjavík  | Haraldur Björnsson, Stefán Jóhann Eggertsson (Guðjón Pétur Lýðsson 46e) (Guðmundur Steinn Hafsteinsson 106e), Jónas Tór Næs, Halldór Kristinn Halldórsson, Pól Jóhannus Justinussen, Sigurbjörn Örn Hreiðarsson, Rúnar Már S Sigurjónsson (Christian R. Mouritsen 46e), Matthías Guðmundsson (Fitim Morina 97e), Jón Vilhelm Ákason (Hörður Sveinsson 62e), Arnar Sveinn Geirsson, Haukur Páll Sigurðsson (Andri Fannar Stefánsson 82e) Entraîneur : Kristján Guðmundsson |
| Avertissement    | Fylkir Reykjavík : Ingimundur Níels Óskarsson 32e - Kristján Valdimarsson 57e Valur Reykjavík : Halldór Kristinn Halldórsson 30e - Haukur Páll Sigurðsson 55e - Andri Fannar Stefánsson 106e |
| Expulsion        | Fylkir Reykjavík : Sveinbjörn Sveinbjörnsson (footballeur) 119e |

## Source
- http://ksi.is